# Theu Boermans

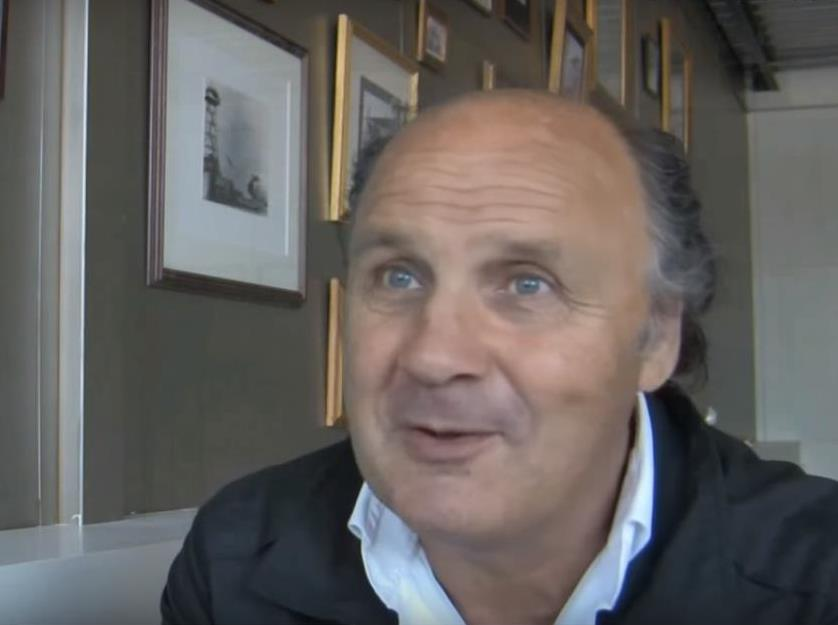
Boermans (2011)

Theu Boermans [tøː ˈbuːɾmans] (* 11. Januar 1950 in Willemstad, Curaçao, Niederländische Antillen) ist ein niederländischer Film- und Theaterregisseur, Schauspieler und der Sohn des Liedermachers Frans Boermans. 

## Leben
Er arbeitet vor allem in den Niederlanden, in der Schweiz und in Belgien. In Amsterdam leitet er ein eigenes Theater namens Compagnie Theater. In Wien arbeitete er 1996 bei Hans Gratzer am Schauspielhaus. 2002 inszenierte er Raoul Schrotts Gilgamesh am Akademietheater und im Januar 2007 hat Shakespeares Ein Sommernachtstraum am Burgtheater unter seiner Regie Premiere, mit Peter Simonischek und Andrea Clausen in den Hauptrollen.
Sein Film 1000 Rosen (1994) wurde ein internationaler Erfolg. Boermans wurde dafür 1995 beim Internationalen Filmfestival in Karlovy Vary für den Kristallglobus nominiert. 1995 gewann er beim Nederlands Film Festival ein  Goldenes Kalb  für De Partizanen als bestes Fernsehdrama, und 2006 wurde er für diesen Preis für De Uitverkorene als bestes Fernsehdrama nominiert. 
Am 17. Oktober 2010 hatte Boermans' Inszenierung von Hamlet Premiere am Schauspielhaus Graz.
Im Dezember 2023 wurde das Stück Lass uns die Welt vergessen – Volksoper 1938 basierend auf der Operette Gruß und Kuss in der Wachau von Jara Beneš mit einem Text von Theu Boermans und der Musik von Keren Kagarlitsky unter der Regie von Boermans an der Volksoper Wien uraufgeführt.